# Državna agencija za istrage i zaštitu
SIPA (Državna agencija za istrage i zaštitu - engl. State Investigation and Protection Agency) je bosanskohercegovačka državna policijska agencija. SIPA je pod izravnom upravom Ministarstva sigurnosti BiH, te je prva policijska agencija na državnom nivou nakon potpisivanja Daytonskog mirovnog sporazuma.

## Osnutak i nadležnost
Agencija je osnovana 2002. godine pod nazivom Agencija za informacije i zaštitu. Zadatak agencije bio je prvotno prikupljanje i obrada podataka od interesa za provođenje međunarodnih i kaznenih zakona BiH, kao i za zaštitu vrlo važnih osoba, diplomatsko-konzularnih predstavništava i objekata institucija Bosne i Hercegovine, te diplomatskih misija. U lipnju 2004. godine transformirana je u Državnu agenciju za istrage i zaštitu, te je dobila policijska ovlaštenja i postala prva policijska agencija koja svoju mjerodavnost ostvaruje na cijelom teritoriju Bosne i Hercegovine. Agencija je dobila operativnu samostalnost, a zadaci su joj:
- sprečavanje, otkrivanje i istraga kaznenih djela iz mjerodavnosti Suda BiH
- fizička i tehnička zaštita štićenih osoba i objekata
- zaštita ugroženih svjedoka i svjedoka pod prijetnjom i slično

SIPA je, prema tome, između ostalog nadležna za:
- uhićenje osoba osumnjičenih za ratne zločine
- istragu kaznenih djela pranja novca
- borbu protiv organiziranog kriminaliteta
- borbu protiv terorizma
- sprečavanje trgovine ljudima

## Struktura
Sjedište agencije je u Sarajevu. Na čelu agencije je Ravnatelj, čiju službu trenutno obnaša Darko Ćulum. Ravnatelju u vršenju službe pomaže zamjenik i dva pomoćnika.
Postoje četiri regionalna ureda SIPA-e, sa sjedištima u Banjoj Luci, Mostaru, Sarajevu i Tuzli.

## Vanjske poveznice
- SIPA - službene stranice
- Zakon o Državnoj agenciji za istrage i zaštitu  Arhivirana inačica izvorne stranice od 18. rujna 2013. (Wayback Machine)
- Ostali zakoni vezani uz SIPA-u  Arhivirana inačica izvorne stranice od 28. siječnja 2010. (Wayback Machine)